# Чолак-Антич, Илья
Полковник Илья К. Чолак-Антич (4 июля 1836, Чачка, Елабужский кантон — 12 октября 1894, Белград) — участник сербско-турецкой войны, дослужившийся до звания полковника.

## Биография
Родился 4 июля 1836 года в Чачке. В двенадцать лет потерял обоих родителей. Посещал начальную школу в Ужице. После окончания средней школы в Крагуеваце, поступил в 1851 году в Военную академию (артиллерийское училище). После окончания военной академии едет на стажировку в Льеж, Бельгия, где оставался до 1858 года. В 1859 году был профессором военной академии. В период с 1859 по 1872 год работал в целях повышения уровня знаний артиллерии и тактики. Год провел в военном министерстве. Затем был командующим народной армии (Чачанской, Рудничкской и Ужичской). 
В сербско-турецкой войне 1876 года был командиром Чачанской бригады первого класса. На короткий период, в течение 1876 года, был назначен командующим Ибарской армией, заменив раненого генерала Заха. Отличился заслугами в звание полковника (1876). После завершения сербско-турецкой войны, был несколько раз за рубежом (Вена, Париж) по контрактам на приобретение военной техники. В 1884 — 1885 годах был военным посланником в Вене. В нескольких случаях являлся председателем военной комиссии по делам, связанным с оружием.
Награждён за военные заслуги таковским крестом и орденом князя Данилы Черногорского, которым его наделил князь Никола Черногорский.
Умер 12.10.1894г. в Белграде.

## Семья
Полковник Илья Чолак-Антич, сын Косты Чолак-Антича, внук герцога Крушевацкого Анте Чолака, а также сын дочери старовалашского князя Максима Рашковича и капитана Йован Митровича Демира Йованки. Илья был женат на Елене Матич, дочери Димитрия Матича министра юстиции и учителя средней школы. Также у Ильи был брат Лазар, также участник сербско-турецкой войны (подполковник).
С Еленой имел несколько детей:
- Бошко Чолак-Антич
- Воин Чолак-Антич
- Йованка (после свадьбы Вукичевич)